# Night Head Genesis
Night Head Genesis (яп. ナイトヘッドジェネシス Сумеречный разум: Рождение) — японский аниме-сериал, созданный студией Foursome Co., Ltd., впервые транслировался по телеканалу Animax с 27 июля по 31 декабря 2006 года. Предварительная трансляция сериала началась 17 июля. Всего выпущены 24 серии аниме.
Сериал был лицензирован для показа на территории США компанией Media Blasters.
На основе сюжета аниме издательством Коданся начала публиковаться манга авторства Дзёдзи Иды в журнале Monthly Magazine Z.

## Сюжет
Действие разворачивается вокруг двух братьев Наото и Наоя Кирихара, которые обладают сверхъестественными способностями, из-за чего когда-то их бросили родители. Они всю жизнь жили в лаборатории в изоляции от окружающего мира. Но вот однажды братья сбегают и теперь должны адаптироваться в человеческом обществе. А вскоре узнают, что им предстоит сыграть ключевую роль в так называемом перевороте.
«Сумеречный разум»  — известна как неиспользуемая часть человеческого мозга, которая охватывает 70% всего мозга. Считается, что здесь сокрыты самые удивительные способности  человека.

## Список персонажей
Наото Кирихара
Озвучено: Тосиюки Морикава
Он очень сильный психокинетик, и исчерпав свои физические силы, может продолжать использовать телекинез. Может общаться со своим братом с помощью телепатии. Будучи старшим братом, Наото всеми силами стремится защитить Наою. В отличие от брата, он более самоуверенный и вспыльчивый. С помощью психокинеза может уничтожать ближайшие объекты. Наото очень опасается разрушительного потенциала своих способностей.
Наоя Кирихара
Озвучено: Акира Исида
Он обладает способностью ясновидца, телепата и провидца. На 6 лет младше Наото. Может также исцелять людей. Способности Наои заставляют также его страдать, так как при физическом контакте с людьми или предметами, у него возникают страшные видения. Единственный, с кем он может спокойно входить в контакт это Наото. Сам Наоя называет его «Нии-Сан» (старший брат), он очень зависит от Наото во многих смыслах, в частности Наото защищает его от контакта с другими людьми. Когда силы обоих братьев полностью пробудились, Наоя сумел преодолеть физические ограничения и может принимать форму духа. Когда родители бросили братьев, Наоя очень сильно волновался и боялся, что однажды Наото тоже бросит его.
Кёдзиро Микурия
Озвучено: 	Хидэтоси Накамура
Он глава исследовательского центра, где главные герои находились в заключении 15 лет. Наото ненавидит его из-за того, что он держал его в плену от родителей. Тем не менее братья не раз входили с ним в контакт и пришли ему на помощь, когда исследовательский центр был сожжён дотла. Сам же Меркурия уверен, что все 15 лет защищал и заботился о братьях и теперь по его мнению братья обязаны ему многому. Позже он уезжает из Японии.
Футами Сёко
Озвучено: Акэно Ватанабэ
Она ученица средней школы и открыла в себе способности выходить за грани физического тела. Может существовать вне пространства и времени. До того, как она потеряла свою физическую форму, она могла путешествовать во времени и рассказывать о приключениях своим лучшим друзьям. Сначала во время путешествий, она искала пропавших без вести людей. Сёко предвидела предстоящий «Переворот» и что братья Кирихара сыграют в нём ключевую роль. Практически всегда появляется в школьной форме. Но с каждым разом ей было всё сложнее принимать физическое тело и последний раз она приняла облик бабочки. Но обещала братьям, что всё равно будет в дальнейшем находится рядом с ними.
Саки
Школьница, которая способна передавать свои чувства другим. Она открыла в себе способности будучи ребёнком.Позже она начинает работать на корпорацию Арк. Когда узнаёт, что Томоми мертва, она высвобождает полностью свою силу, и вызывает разрушения в радиусе 25 километров. После того, как Наоя излечивает Томоми, сёстры наконец то воссоединяются.
Томоми
Она младшая сестра Саки и очень любит её и поэтому готова следовать за ней, куда бы Саки не пошла. Была убита Микумо, который пытался пробудить истинную силу Саки, но позже её восстанавливает Наоя.
Юдзима Масаюки
Масаюки был одиноким мальчиком, который не имел друзей, кроме своей любимой собаки. После того, как собаку разводили байкеры, Масаюки впал в отчаяние и с помощью контроля сознания, стал заставлять подростков покончить самоубийством. Так он убил Тагути, Масаки, Мэгуми и Такако. Когда шла очередь Ёсини, его спасли главные герои. После этого Масаюки попадает в научно-исследовательский центр, чтобы научиться контролировать порывы гнева. Позже попал под контроль Митио Сонэдзаки.
Цукаса Камия
Известен как «современный Нострадамус» он способен предвидеть практически всё и видит в своих видениях главных героев, связанных с убийством человека. И предсказывает, что из-за братьев умрёт доктор Канако. Работает на предприятии Тайто. Его начальник не верит его словам, особенно когда Цукаса предсказывает, что он умрёт от сердечного приступа в парке. Предсказывает братьям, что они однажды воссоединятся с родителями и что они связаны с «девушкой из пустыни». Умирает, когда Сонэдзаки подкладывает ему в рот ядовитый порошок.
Курахаси Канако
Учёный, которая работает над веществом, подавляющем вирусную активность, прежде всего ВИЧ. Однако это может привести к уничтожению человечества. Она вместе с помощником Тадано продолжала разработки, пока главные герои не сбежали из лаборатории и не предупредили о грядущей опасности. Сначала она не поверила им, пока одна из фанаток Камии на напала на неё. Позже ей и Наото приснился один сон, где они вместе поженились. Канако пришла к Наото и предложила ему быть вместе, но Наото отказывается быть вместе с ней из-за младшего брата. Позже Канако решает удались всё информацию о своих исследованиях, с чем не соглашается Тадано. В припадке ревности он пытается изнасиловать Канако, его убивает один из фанатов Камии, пришедший убить Канако, но ей на помощь прибывает Наото. Дальнейшая судьба Канако не известна.
Кирихара Наоми
Озвучено: Юко Нито
Она мать главных героев. Вместе с мужем сдала сыновей в лабораторию, чтобы наблюдать за ними издалека. Очень сильно боится силы своих детей. Когда она с отцом встречается с главными героями, она помнила, что они якобы утонули ещё в раннем возрасте спасая девочку. Вместе с мужем работает в мастерской, где чинит часы. Сонэдзаки посетил их, чтобы забрать свои часы, но, увидев там братьев, начал бой прямо в мастерской. После окончания боя, Наоми попросила уйти главных героев, ещё сильнее боясь их силы.
Кирихара Юкихико
Озвучено: Ясунори Масутани
Он отец главных героев. Вместе с супругой сдал сыновей в лабораторию, чтобы наблюдать за ними издалека. Как и мать очень сильно боится сил сыновей, особенно Наото. Владеет магазином-мастерской часов.
Митио Сонэдзаки
Озвучено: Хироси Янака
Один из сотрудников ковчега корпорации Сонэдзаки. Очень злой и психически неуравновешенный человек, который с помощью своих способностей может контролировать сознание людей и давать им приказы. Обнаружил в себе эту способность, будучи учеником средней школы, когда его родители начали драться и отец мог убить мать. Митио впал в депрессию и попал в исследовательский центр, но через 3 года сбежал. Действует быстро и без колебаний. Страдает часто от яростных припадков.
Окухара Акико
Озвучено: Томоко Миядэра
Генеральный директор корпорации Арк. Она ездит на инвалидной коляске. Обладает очень большой властью. Долгое время наблюдала за братьями. Считает, что они главная угроза для осуществления её миссии. Однако она не смогла предугадать их судьбу, так как они находились под защитой Сёко. Акико предсказала, что её предаст Цудзуки, защищая Саки от корпорации.

## Список серий аниме
| #  | Название          | Транскрипция | Катакана | Дата выхода |
| -- | ----------------- | ------------ | -------- | ----------- |
| 01 | Память            | Киоку        | 記憶     | 2006-07-29  |
| 02 | Контакт           | Сэссоку      | 接触     | 2006-07-29  |
| 03 | Нетерпение        | Сёсё         | 焦燥     | 2006-08-05  |
| 04 | След              | Консэки      | 痕跡     | 2006-08-12  |
| 05 | Вспоминание       | Каисё        | 回想     | 2006-08-19  |
| 06 | Связь             | Рэнса        | 連鎖     | 2006-08-26  |
| 07 | Раскаяние         | Каикон       | 悔恨     | 2006-09-02  |
| 08 | Воспоминание      | Цуёку        | 追憶     | 2006-09-09  |
| 09 | Уничтожение       | Сэнмэцу      | 殲滅     | 2006-09-16  |
| 10 | Провидение        | Син'и        | 神意     | 2006-09-23  |
| 11 | Кошмар            | Акуму        | 悪夢     | 2006-09-30  |
| 12 | Замешательство    | Конваку      | 困惑     | 2006-10-07  |
| 13 | Игра              | Юги          | 遊戯     | 2006-10-14  |
| 14 | Заключение        | Юхэи         | 幽閉     | 2006-10-21  |
| 15 | Волна             | Хадо         | 波動     | 2006-10-28  |
| 16 | Воссоединение     | Саикаи       | 再会     | 2006-11-04  |
| 17 | Пыльный туман     | Садзин       | 砂塵     | 2006-11-11  |
| 18 | Ковчег            | Хакобунэ     | 方舟     | 2006-11-19  |
| 19 | Видение           | Мугэн        | 夢幻     | 2006-11-26  |
| 20 | Примирение        | Кайдзю       | 懐柔     | 2006-12-03  |
| 21 | Похороны          | Сосо         | 葬送     | 2006-12-10  |
| 22 | Божественная кара | Синпан       | 神判     | 2006-12-17  |
| 23 | Заблуждение       | Хоко         | 彷徨     | 2006-12-24  |
| 24 | Надежда           | Кибо         | 希望     | 2006-12-31  |

## Музыка
| Концовки                          |                                        |             |       |
| Название                          | Транскрипция                           | Исполняет   | Серии |
| 言葉                              | Котоба                                 | Under Graph | 1-12  |
| 眠っていた気持ち 眠っていたココロ | Нэмуттэ Ита Кимоти, Нэмуттэ Ита Кокоро | Ая Камики   | 13-24 |